# Замазеева, Анна Владимировна
Анна Владимировна Замазеева (укр. Ганна Володимирівна Замазєєва; род. 26 октября 1980, Николаев, Николаевская область, Украинская ССР) — украинский государственный деятель. Глава Государственного агентства по энергоэффективности и энергосбережению Украины. Председатель Николаевского областного совета с 9 декабря 2020 по 10 марта 2023 года. Член Координационного штаба по вопросам обращения с военнопленными.

## Биография
Родилась 26 октября 1980 года в Николаеве.
Окончила Национальный университет «Киево-Могилянская академия», имеет степень магистра по специальностям «Политология и государственное управление», «Финансы и кредит». Имеет научную степень – кандидат экономических наук (Одесская национальная академия).
В финансовой сфере работала 19 лет, из них на руководящих должностях — более 14 лет. Преподаватель в Черноморском национальном университете имени Петра Могилы по специальностям «Финансы и кредит» и «Банковское дело».
С 2007 года член международной общественной организации «Ротари Интернешнл» (основные направления деятельности: поддержка образования, обеспечение роста региональной экономики).
Занимала должность председателя правления ассоциации «Всеукраинская ассоциация финансовых компаний» в Николаеве.
В октябре 2020 года на местных выборах избрана депутатом Николаевского областного совета от партии «Слуга народа».
9 декабря 2020 года во время первой сессии Николаевского областного совета утверждена его председателем.
С 10 марта 2023 года — глава Государственного агентства по энергоэффективности и энергосбережению Украины.

## Образование
- Киевский национальный университет имени Тараса Шевченко — магистр по специальности "Публичное управление и администрирование";
- Национальный университет «Киево-Могилянская академия» — магистр по специальности «Политология и государственное управление»;
- Одесская национальная академия — кандидат экономических наук;
- Европейский университет[укр.] — специалист «Финансы и кредит».

## Деятельность
Член рабочих групп при Национальном Банке Украины и Национальной комиссии, осуществляющей государственное регулирование в сфере рынков финансовых услуг по разработке регуляторных актов сотрудничества с экспертами Всемирного банка, проекта USAID «Трансформация финансового сектора», проекта FinReg, проекта GIZ и т.д.
Член рабочих групп и участник конференций, в статусе эксперта при Национальном Банке Украины, при Национальной Комиссии по регулированию рынков финансовых услуг, при Комитете Верховной Рады по финансовой политике и банковской деятельности, при Антимонопольном комитете Украины и других.
Участник международных конференций по микрофинансированию в статусе эксперта, организованных Microfinance center в Бильбао (Испания) и Стамбуле (Турция).
Участник рабочих групп в Комитетах Верховной Рады Украины по разработке законопроектов «О потребительском кредитовании», «О консолидации рынка финансовых услуг», «О валюте и валютных операциях», «О предотвращении и противодействии легализации (отмыванию) доходов, полученных преступным путем, финансированию терроризма  и финансированию распространения оружия массового поражения», «Об учреждении финансового омбудсмена» и другое.
Заместитель председателя Палаты регионов Конгресса местных и региональных властей Украины (избрана 8 июня 2021 года).
Представитель Украины в составе делегации Украины в Конгрессе местных и региональных властей Совета Европы на 2021—2026 годы (Указ Президента Украины от 10 февраля 2021 г. № 54/2021).
Председатель наблюдательного совета «Всеукраинской Ассоциации Финансовых компаний».
В начале полномасштабного российского вторжения в Украину открыла Гуманитарный штаб Николаевской области. Он оказывает помощь жителям общин Николаевской и Херсонской областей, наиболее пострадавших от вооруженной агрессии.
Также Анна Замазеева является послом благотворительного фонда «Светлые дела» (укр. «Світлі справи»).
Выступила одним из инициаторов создания Южного филиала Координационного штаба по вопросам обращения с военнопленными. Является его членом. Филиал базируется в Николаеве и поддерживает семьи военнопленных из Николаевской, Одесской и Херсонской областей. В филиале оказывают юридическую, социальную и психологическую помощь родным и близким военнопленных, а также занимаются реабилитацией вернувшихся из российского плена бойцов.

## Награды
- Орден княгини Ольги III степени (8 декабря 2021 года) — «за весомый личный вклад в государственное строительство, развитие местного самоуправления, многолетний добросовестный труд и высокий профессионализм»[7].